# Янковский, Константин Владиславович
Константин Владиславович Янковский (1849—1883) — русский врач, доктор медицины и хирургии, ассистент при хирургической клинике Императорского Московского университета.

## Биография
Константин Янковский родился в Твери в 1849 году. Учился в Императорской Санкт-Петербургской медико-хирургической академии, по окончании которой в 1872 году получил звание лекаря и поступил сначала к профессору И. О. Корженевскому, а по смерти последнего ассистентом к профессору Н. В. Склифосовскому при Санкт-Петербургской хирургической клинике. 
С 1876 года К. В. Янковский находился в числе врачей летучего медицинского отряда, снаряженного по почину императрицы Марии Александровны для предоставления медпомощи раненым на войне. Здесь Янковский проявил необыкновенную энергию и выносливость. Физически изнеможенный после множества операций и перевязок, он только урывками пользовался отдыхом здесь же на открытом воздухе, и нередко во время шипкинских морозов его видели заснувшим у костра, едва пригретым буркой. 
По окончании русско-турецкой войны Янковский заведовал тифозным госпиталем в селе Сан-Стефано (ныне Ешилькёй). Затем снова вернулся в Россию и вместе с профессором Склифасовским, получившим кафедру в Московском университете, переехал в Москву, сперва в качестве его частного ассистента, а затем вскоре был назначен официальным ассистентом по университетской клинике. В 1881 году Янковский был командирован за границу и, вернувшись в 1883 году, защитил (30 апреля) в Императорском Московском университете диссертацию: «О влиянии перерезки сосудодвигательных нервов на отделение лимфы и образование отека при воспалении и гидремии» и получил степень доктора медицины. 
Константин Владиславович скончался Янковский 29 июня 1883 года в городе Москве от чахотки (туберкулёза) легких.